# Drennec (thonier)
Le Drennec est un thonier senneur construit en 2006 par les chantiers navals Piriou à Concarneau.

## Histoire
Le Drennec avec le Trévignon et le Glénan fait partie d'une série de trois thoniers senneurs commandés au chantier Piriou par la Cobrecaf. Construit en Pologne, le Drennec, 3e de la série, a été armé et terminé en 2006 aux chantiers Piriou du Moros. 
Il possède une capacité de stockage de 1 500 m3 pour la conservation et la congélation du thon. Il peut atteindre une vitesse de 17,5 nœuds. Ce navire est destiné à la pêche dans l'océan Indien et opère depuis les Seychelles et Mayotte. 
Sur la totalité de l'année 2011, le Drennec a pêché 4 846 tonnes de thon sur sa zone de pêche dans l'océan Indien.
En septembre 2008, le Drennec a été attaqué à la roquette au large de la Somalie par des pirates somaliens qui voulaient s'en emparer. Le navire put s’enfuir et rejoindre son port d'opération aux Seychelles.
En octobre 2009 le Drennec et son sister-ship le Glénan ont subi une attaque des pirates somaliens finalement repoussée par les fusiliers marins installés à bord de ces deux navires,.